# Portonovo

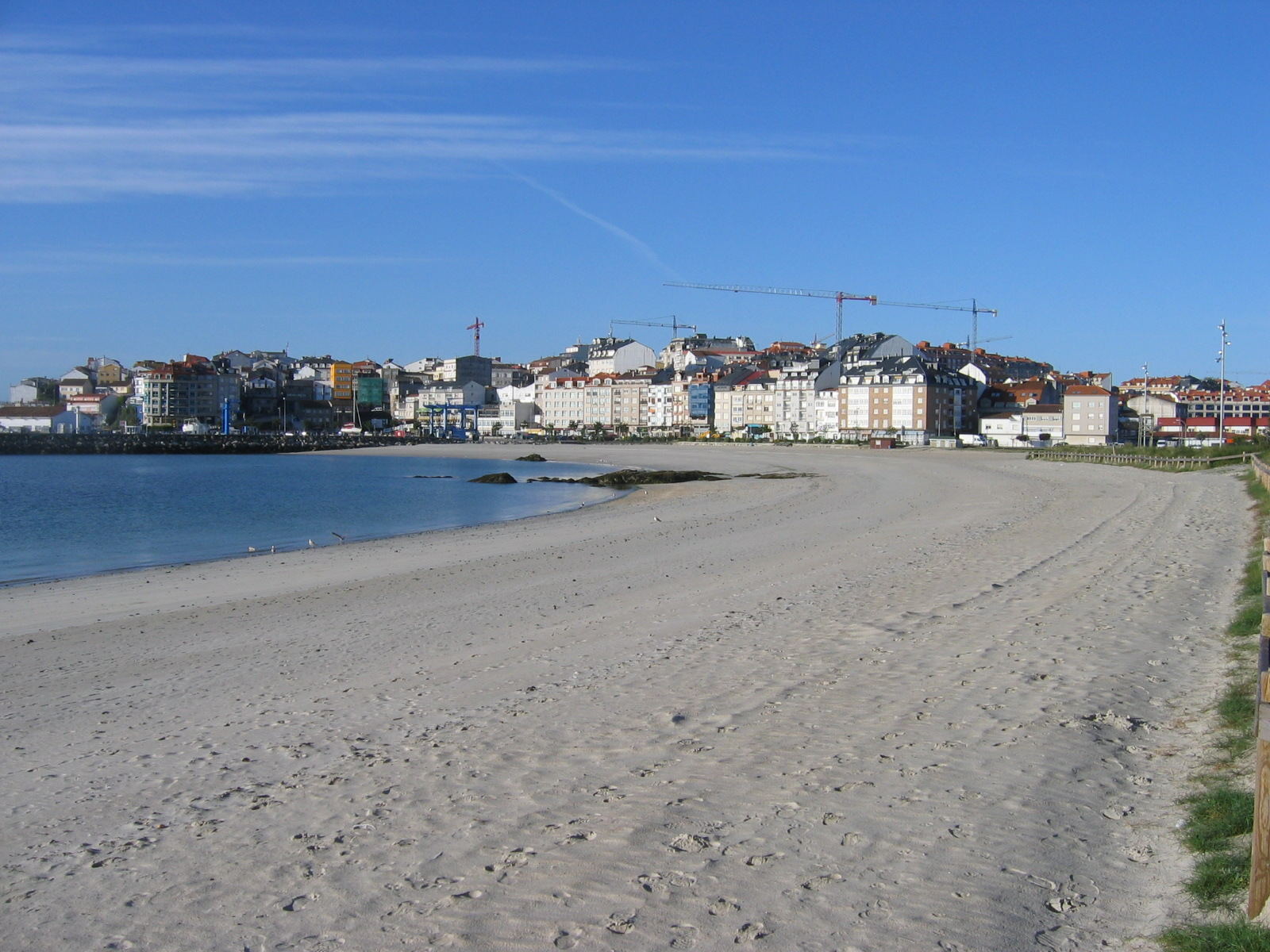
Vista de Portonovo des de la platja de Baltar.

Portonovo és una vila marinera i turística que forma part del municipi gallec de Sanxenxo, a la província de Pontevedra. Pertany a la parròquia d'Adina. L'any 2015 tenia una població de 2.198 habitants.
Situada a la ria de Pontevedra, el seu clima és fred i plujós a hivern i càlid i assolellat a estiu. Això és important per al turisme que, actualment, és el motor econòmic de la localitat, i que fa incrementar la seva població en l'estació estival de forma considerable. Tres són les platges que es troben al llarg de la costa corresponent a la localitat: les de Portonovo (també coneguda com la platja de Baltar), Caneliñas i Canelas. Portonovo també es nodreix econòmicament de la vida nocturna, que es desenvolupa fonamentalment els caps de setmana, així com les nits d'estiu i corresponents a altres períodes de vacances. La vila compta amb nombrosos locals de copes, pubs, cafeteries i diverses discoteques.